# Vương Đỉnh Xương
Vương Đỉnh Xương hay Ong Teng Cheong (chữ Hán: 王鼎昌; bính âm: Wáng Dǐngchāng; POJ: Ông Tíng-chhiong; 22/1/1936 - 8/2/2002) là một chính trị gia, doanh nhân người Singapore và là tổng thống thứ năm của Singapore từ năm 1993 đến 1999.
Trước khi nhậm chức Tổng thống, ông là thành viên của Đảng Hành động Nhân dân cầm quyền và là Phó Thủ tướng từ năm 1985 đến năm 1993. Ông là tổng thống đầu tiên được bầu cử trực tiếp tại Singapore.